# Lasionycta impar
Lasionycta impar là một loài bướm đêm thuộc họ Noctuidae. Loài này có ở miền nam Nga.